# سمیونوفکا (اسلاوگورود، سرزمین آلتای)
سمیونوفکا (به لاتین: Semyonovka) یک منطقهٔ مسکونی در روسیه است که در سرزمین آلتای واقع شده‌است.